# Купац
Купац (такође: муштерија, од тур. müşteri; клијент од енгл. client) јесте прималац услуга, робе, производа или идеје продавца, снабдевача или пружаоца услуге у замену за новац или друге вредносне услуге. Купци се могу поделити у две групе:
- Посредник, који посредује између произвођача и крајњег купца који купује ради препродаје.[3][1]
- Крајњи купац који купује не ради препродаје, већ да би их користио, те се назива још и корисник.[3][1]

Корисник и купац могу али не морају да буду исте особе или ентитети, али се често мешају. Купац купује робу, а корисник је користи. Крајњи купац може бити и корисник, али такође може бити и неко ко је само купио робу за неког другог ко ће да је користи. С друге стране, посредник никад није и корисник.